# Закон оптимальності
Закон оптимальності свідчить, що розмір будь-якої системи повинен відповідати її функції і жодна система не може звужуватися або розширюватися до нескінченності.
Одним із прикладів порушення закону оптимальності є вирощування будь-якої сільськогосподарської культури на величезних площах, що призводить до лавиноподібного розмноження шкідників, виснаження ґрунту і, урешті-решт, до загибелі екосистеми.
Закон оптимальності свідчить, що з найбільшою ефективністю будь-яка система (в тому числі природний і господарський об'єкт) функціонують в деяких просторово-часових межах, вихід за які знецінює даний об'єкт як підсистему більш великої системи або веде до руйнування цієї більшої системи. Закон оптимальності стосується як індивідуального розміру одиничної системи, так і числа однорідних систем.
Оптимальні розміри не можуть бути визначені загальними кількісними показниками. Мінімальний розмір такий, при якому система ще не втрачає своїх функцій. Те ж стосується максимального розміру, але тут важливі витрати на внутрішньосистемну організацію та міжсистемні зв'язки. Гігантизм викликає дуже великі витрати на саморегуляцію всередині системи, що робить конкурентноздатними малі аналоги з тими ж або з іншими, але близькими принципами дії. До того ж при гігантизмі ростуть зовнішні втрати середовища (економічні, соціальні та екологічні), що також підвищує конкурентоспроможність альтернативних пристроїв. Так, безплотинні ГЕС поступово, мабуть, будуть витісняти гігантські станції з високими греблями. Малі сонячно-водневі пристрої зробляться цілком конкурентоспроможними і т. д. У кожному конкретному випадку необхідна оцінка і моделювання оптимальних розмірів, порівнюваних із закладеними в проекті.